# Bodianus solatus
Bodianus solatus Gomon, 2006 è un pesce d'acqua salata appartenente alla famiglia Labridae.

## Distribuzione e habitat
È endemico della costa ovest dell'Australia, e vive a una profondità compresa tra 61 e 108 m.

## Descrizione
Il corpo non è particolarmente compresso lateralmente, e raggiunge una lunghezza massima di 35 cm. La testa ha il profilo appuntito tipico del genere Bodianus e i denti sono prominenti. La colorazione è rossastra, con una fascia bianca-gialla pallida sul dorso in corrispondenza della metà della pinna dorsale, seguita da una macchia nera abbastanza ampia; negli esemplari più grandi tutto il dorso presenta sfumature nere e la pinna anale è rosata. La pinna caudale ha i raggi esterni più allungati di quelli interni; le pinne pelviche e il ventre sono pallidi.

Può essere facilmente confuso con Bodianus perditio, dal quale si distingue grazie alla colorazione meno tendente al giallo, soprattutto negli esemplari giovani.

## Riproduzione
È oviparo e la fecondazione è esterna; non ci sono cure nei confronti delle uova.

## Conservazione
Viene classificato come "dati insufficienti" (DD) dalla lista rossa IUCN perché viene talvolta catturato durante la pesca a strascico e il suo areale è piuttosto ristretto, ma non si hanno abbastanza informazioni per capire quanto queste minacce incidano realmente sulla popolazione di questa specie. Infatti la sua alimentazione e il comportamento non sono noti.